# Ersan İlyasova
Ersan İlyasova (ur. 15 maja 1987 w Eskişehirie) – koszykarz turecki, z pochodzenia Tatar krymski, grający na pozycji silnego skrzydłowego.
Data i miejsce jego urodzenia są kwestionowane. Tureckie źródła podają oficjalnie, że urodził się w 1987 roku w tureckim Eskişehir. Jednak władze Uzbeckiego Związku Koszykówki utrzymują, że przyszedł na świat trzy lata wcześniej w Bucharze, Uzbekistan, jako Arsen Iljasow. Jego rodzice Anwar i Iralija Iljasowie, jak większość Tatarów krymskich, wrócili na Krym jako repatrianci i mieszkają koło Symferopola.
W lipcu 2009 podpisał trzyletni kontrakt z Milwaukee Bucks za ok. 7 mln dolarów.
Zajął drugie miejsce w głosowaniu na zawodnika, który zrobił największy postęp w grze w sezonie 2011-12 (NBA Most Improved Player Award).
11 czerwca 2015 roku został wytransferowany do Detroit Pistons, w zamian za Carona Butlera i Shawne'a Williamsa.
16 lutego 2016 wraz z Brandonem Jenningsem został oddany w wymianie do Orlando Magic w zamian za Tobiasa Harrisa.
1 listopada 2016 został wymieniony do Philadelphia 76ers wraz z chronionym wyborem draftu, w zamian za Jerami Granta. 22 lutego 2017 został wytransferowany do Atlanty Hawks w zamian za Tiago Splittera oraz wybór II draftu. 26 lutego 2018 został zwolniony. 2 dni później został zawodnikiem Philadelphia 76ers.
16 lipca 2018 podpisał po raz trzeci w karierze umowę z Milwaukee Bucks. 20 listopada 2020 opuścił klub.
10 marca 2021 zawarł kontrakt do końca sezonu z Utah Jazz. 22 grudnia 2021 podpisał 10-dniową umowę z Chicago Bulls. Po jej upłynięciu opuścił klub bez rozegrania ani jednego meczu.

## Osiągnięcia
Stan na 15 stycznia 2021, na podstawie, o ile niazanaczono inaczej.

### Europa
- Mistrz Hiszpanii (2009)
- Wicemistrz Hiszpanii (2008)
- Zdobywca:
  - Pucharu Turcji (2005)
  - Superpucharu Turcji (2004)
- 3. miejsce w Eurolidze (2009)
- Zawodnik miesiąca Euroligi (październik 2009)

### NBA
- Zawodnik tygodnia (12.03.2012)

### Reprezentacja
Seniorska
- Wicemistrz Świata (2010)
- Uczestnik:
  - mistrzostw świata (2006 – 6. miejsce)
  - mistrzostw Europy (2007 – 12. miejsce, 2009 – 8. miejsce, 2011 – 11. miejsce, 2013 – 17. miejsce)

Młodzieżowa
- Wicemistrz Europy:
  - U–20 (2006)
  - U–16 (2003)
- Mistrz turnieju Alberta Schweitzera (2004)
- MVP:
  - mistrzostw Europy U–20 (2006)
  - turnieju Alberta Schweitzera (2004)
- Zaliczony do I składu mistrzostw Europy U–20 (2006)